# Colocleora catalai
Colocleora catalai là một loài bướm đêm trong họ Geometridae.